# Robert Clavel
Robert Joseph Clavel (* 15. Oktober 1912 in Paris; † 14. Juli 1991 ebenda) war ein französischer Filmarchitekt. Er galt zu seiner Zeit als einer der führenden Szenenbildner seines Landes.

## Leben
Clavel erhielt seine künstlerische Ausbildung an der École nationale supérieure des beaux-arts de Paris. 1940 stieß er zum Film und assistierte zunächst den Kollegen Léon Barsacq, Max Douy und Alexandre Trauner. In dieser Funktion war er seit der Befreiung seiner Heimatstadt 1944 an wichtigen Inszenierungen wie Robert Bressons Die Damen vom Bois de Boulogne und Georges Lampins Der Idiot beteiligt.
1948 stieg Clavel zum Chefarchitekten auf und wurde in „den 50er und 60er Jahren […] einer der hervorragendsten Vertreter des eleganten Ausstattungskinos“ seines Landes. Clavel entwarf häufig die Filmkulissen zu Gesellschaftsmelodramen und anderen hochkarätigen Unterhaltungsfilmen (wie etwa Luis Buñuels Belle de Jour – Schöne des Tages mit Catherine Deneuve), in denen mehrfach Topstar Jean Gabin auftrat. Clavel stattete darüber hinaus diverse Abenteuer-, Action-, Kriegs- und Kriminalfilme mit Eddie Constantine, Anthony Quinn, Alain Delon und Jean-Paul Belmondo aus, entwarf aber auch die Bauten zu der einen oder anderen Komödie mit Fernandel und Louis de Funès. Zu den Regisseuren, mit denen Clavel immer wieder zusammenarbeitete, zählten Jean-Paul Le Chanois, Henri Decoin, Gilles Grangier, Denys de La Patellière, Yves Robert, Édouard Molinaro und in den späten Jahren vor allem Henri Verneuil (zwölf gemeinsame Filme) und André Cayatte (zehn gemeinsame Filme).

## Filmografie
- 1948: Venus im Auto (Tous les chemins mènent à Rome)
- 1949: Der Pariser Walzer (La valse de Paris)
- 1949: L’invité du mardi (L’invité du mardi)
- 1950: Schiff in Gottes Hand (Maître après dieu)
- 1951: Dr. Knock läßt bitten (Knock)
- 1951: Passion
- 1951: L’amour Madame (L’amour Madame)
- 1952: Sie und er (Elle et moi)
- 1952: Von Sensationen gehetzt (Les dents longues)
- 1953: Die Liebe einer Frau (L’amour d’une femme)
- 1953: Virgile
- 1954: Der Graf von Monte Christo (Le comte de Monte-Christo)
- 1954: Die Geflüchteten (Les évadées)
- 1954: Das Kalb mit den fünf Füßen / Der Hammel mit den fünf Beinen (Le mouton à cinq pattes)
- 1954: Papa, Mama, Katrin und ich (Papa, maman, la bonne et moi)
- 1954: Ein ganzes Leben (Les hommes en blanc)
- 1955: Gejagte Unschuld (La foire aux femmes)
- 1955: Der Weg ins Verderben (Des gens sans importances)
- 1955: Papa, Mama, meine Frau und ich (Papa, maman, ma femme et moi)
- 1956: Das Gesetz der Straße (La loi des rues)
- 1956: Der Mann im Regenmantel (L’homme à l’imperméable)
- 1957: Kavaliere (Charmants garçons)
- 1957: Mädchenfalle (Donnez-moi ma chance)
- 1957: Hinter blinden Scheiben (Méfiez-vous, fillettes)
- 1957: Die Nacht bricht an (Le rouge est mis)
- 1958: Der Gorilla läßt schön grüßen (Le gorille vous salue bien)
- 1958: Der Bürger als Edelmann (Le bourgeois gentilhomme)
- 1958: Die Affären von Madame M. (Maxime)
- 1959: Nathalie spielt Geheimagentin (Nathalie agent secrèt)
- 1959: Gezeichnet: Arsène Lupin (Signé Arsène Lupin)
- 1960: Jenseits des Rheins (Le passage du Rhin)
- 1960: Affäre einer Nacht (L’affaire d’une nuit)
- 1960: Die Nacht hat dunkle Schatten (La mort de belle)
- 1960: Zärtliche, wilde Elisabeth (Tendre et violente Élisabeth)
- 1961: In Freiheit dressiert (La bride sur le cou)
- 1961: Nicht schießen, Liebling, küssen ! (Cause toujours mon lapin)
- 1961: Eddie und die scharfen Kurven (Une grosse tête)
- 1961: Vor Salonlöwen wird gewarnt (Les lions sont lâchés)
- 1961: Ein Affe im Winter (Un singe en hiver)
- 1962: Lautlos wie die Nacht (Mélodie en sous-sol)
- 1962: Gib Zunder, Eddie ! (L’empire de la nuit)
- 1962: Auch Stehlen will gelernt sein (Arsène Lupin contre Arsène Lupin)
- 1963: 100.000 Dollar in der Sonne (Cent mille dollars au soleil)
- 1963: Wie der Vater so der Sohn (Bébert et l’omnibus)
- 1963: Meine Tage mit Pierre – meine Nächte mit Jacqueline (La vie conjugale)
- 1964: Les copains
- 1964: Dünkirchen, 2. Juni 1940 (Week-End à Zuydcoote)
- 1965: Herr auf Schloß Brassac (Le tonnerre du dieu)
- 1965: Rififi in Paris (Du rififi à Paname)
- 1965: Lebenshungrig (Piège pour cendrillon)
- 1966: Die 25. Stunde (La 25e heure)
- 1966: Belle de Jour – Schöne des Tages (Belle de jour)
- 1967: San Sebastian (La bataille de San Sebastian)
- 1968: Balduin, das Nachtgespenst (Le tatoué)
- 1968: Clérambard
- 1969: Katmandu (Les chemins de Katmandou)
- 1970: Aus Liebe sterben (Mourir d’aimer)
- 1971: Un cave
- 1972: Rendezvous zum fröhlichen Tod (Au rendez-vous de la mort joyeuse)
- 1972: Kein Rauch ohne Feuer (Il n’y a pas de fumée sans feu)
- 1974: Das Urteil (Verdict)
- 1976: Jedem seine Hölle (A chacun son enfer)
- 1977: Staatsräson (La raison d’état)
- 1978: Anklage: Mord (L’amour en question)